# باولو (لاعب كرة قدم مواليد 1987)
باولو هو لاعب كرة قدم برازيلي في مركز الوسط، ولد في 12 مارس 1987 في فوز دو إيغواسو في البرازيل. لعب مع أتلتيكو باراناينسي.